# Claudiu Petrila
Claudiu Petrila, né le 7 novembre 2000 à Sânnicolau Român en Roumanie, est un footballeur roumain qui évolue au poste d'ailier gauche au Rapid Bucarest.

## Biographie

### En club
Né à Sânnicolau Român en Roumanie, Claudiu Petrila commence sa carrière au CFR Cluj. Il joue son premier match en professionnel le 31 octobre 2018, lors d'un match de coupe de Roumanie face au Gaz Metan Mediaș. Il entre en jeu en fin de partie à la place de Ciprian Deac et son équipe s'impose par un but à zéro. C'est contre cette même équipe qu'il fait ses débuts en championnat, le 8 décembre de la même année. Il entre en jeu à la mi-temps à la place de George Țucudean, et cette fois les deux équipes se neutralisent (2-2),.
Le 30 septembre 2021, Petrila inscrit son premier but en coupe d'Europe lors d'une rencontre de Ligue Europa Conférence face au Randers FC. Entré en jeu à la place de Valentin Costache ce jour-là, son but permet à son équipe d'égaliser et d'obtenir le point du match nul (1-1 score final),.

### En sélection nationale
Le 13 octobre 2020, Claudiu Petrila joue son premier match avec l'équipe de Roumanie espoirs face à Malte. Il entre en jeu à la place d'Alexandru Mățan, et les Roumains remportent la partie sur le score de quatre buts à un.